# Витек
Вѝтек (вѝтяк, вѝгяк, юна̀к) в народните представи е същество, родено в резултат на съвкупление на обикновен човек и свръхестествен митичен персонаж, например на жена и змей, момък и змеица, момък и самодива, а също така и дете, което е кърмено от змеица или самодива.
Тези герои се отличават с изключителна физическа красота и сила. Понякога имат златни крилца под мишниците си. Те са единствените, които се борят и побеждават небесни лами и хали.
В българския фолклор е особено популярен образът на Крали Марко, който е бозал от змеица или самодива и така е получил огромната си сила. Други такива юнаци са Секула Детенце, Дете Голомеше, Мирчо юнак, Дойчин войвода и други.